# Tomáš Hrdlička
Tomáš Hrdlička (* 7. Februar 1982 in Prag) ist ein tschechischer Fußballspieler.

## Vereinskarriere
Hrdlička spielte in seiner Jugend für den Slavia. Bei Slavia spielte er bis 2007, dann ist er für zwei Jahre zum FK Mladá Boleslav gewechselt. Die nächste Station war Bohemians 1905 Prag, im Januar 2010 wechselte er zum ŠK Slovan Bratislava, mit dieser Mannschaft wurde er slowakischer Meister und gewann den slowakischen Pokalwettbewerb.

## Tschechische U-21
Hrdlička gewann mit der Tschechischen U-21 in der Schweiz 2002 den U21-Europameistertitel, er spielte in zwei Gruppenspielen.

## Erfolge
- Fußballmeister der Slowakei: 2010/11
- Slowakischer Fußballpokalsieger: 2011